# Thomas Stevens (ciclista)
Thomas Stevens (24 de diciembre de 1854 - 24 de enero de 1935) fue la primera persona en dar la vuelta al mundo sobre una bicicleta. Utilizó un biciclo con una gran rueda delantera, y su periplo duró de abril de 1884 a diciembre de 1886. Posteriormente buscó a Henry Morton Stanley en África, investigó las experiencias de los ascetas indios y se convirtió en gerente del Teatro Garrick de Londres.

## Orígenes
Stevens, conocido familiarmente como Tom, nació en Castle Street, en la localidad inglesa de Berkhamsted. Era hijo de Ann y de William Stevens, obrero en una manufactura. Thomas tenía una hermana mayor, Bridget, y otra más joven, Jane. Asistió a clase en la Bourne Charity School, y más adelante se convirtió en aprendiz de tendero. Su padre emigró a Misuri en 1868, pero regresó cuando su esposa enfermó, antes de que el resto de la familia también pudiera ir a América. Tom se fue a los Estados Unidos con un medio hermano pero sin sus padres y hermanas en 1871. El resto de la familia le siguió dos años después. Se mudaron a Denver y luego a San Francisco, donde aprendió a montar en biciclo.
La revista Adventure Cyclist (Ciclista Aventurero) lo describía como: "Un hombre de estatura mediana, que llevaba una amplia camisa azul de franela sobre un mono azul, que llevaba remetido en un par de calzas que le llegaban hasta las rodillas [y] bronceado «como una nuez». Un bigote sobresalía de su rostro." También se decía que: "Una temporada de dos años en una fábrica de trenes de Wyoming se terminó cuando salió de la ciudad después de que se supiera que se estaba importando trabajadores británicos a cambio de parte de sus salarios. Más tarde encontró trabajo en una mina de Colorado, donde se le ocurrió la idea de montar en biciclo por todo el país."

## Alrededor del mundo

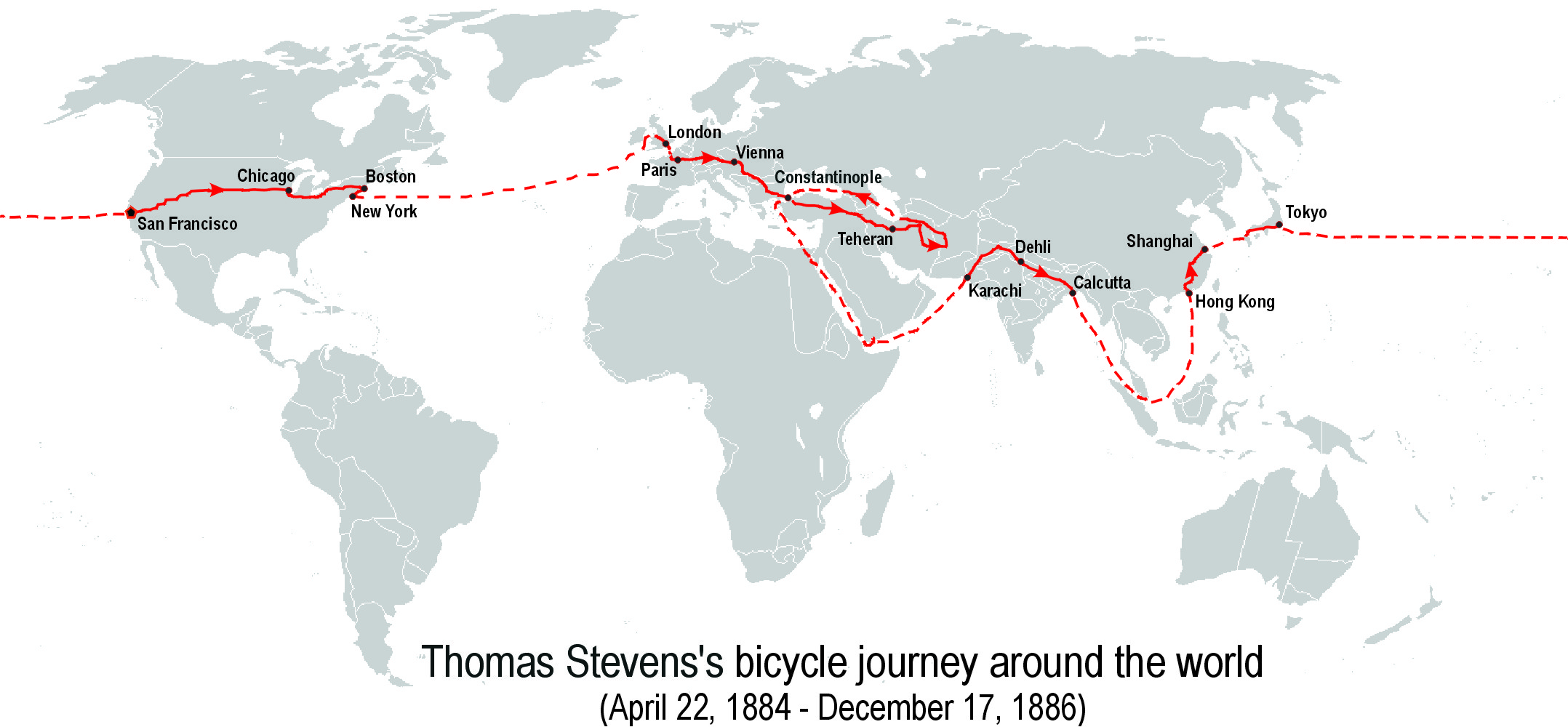
Viaje en bicicleta de Stevens alrededor del mundo (22 de abril de 1884 - 17 de diciembre de 1886)

### América
En 1884 adquirió un biciclo Columbia Standard de 50 pulgadas, esmaltado en color negro y con ruedas niqueladas, construido por Bicicletas Pope de Chicago. Hizo su macuto con unos calcetines, una camisa de repuesto, un impermeable que le serviría como tienda y saco de dormir, y un revólver de bolsillo (descrito como un "revólver bulldog") y salió de San Francisco a las 8 en punto el 22 de abril de 1884. Desde Sacramento, Stevens viajó a través de la Sierra Nevada hacia Nevada, Utah y Wyoming. En el camino, fue recibido por miembros de clubes ciclistas locales, incluyendo al presidente de un capítulo de la Liga de Ciclistas Americanos de Laramie. Nunca había visto Norteamérica al este del Misisipi. Llegó a Boston después de casi 6000 km sobre carreteras, caminos de los ferrocarriles, caminos de sirga de los canales y vías públicas, para completar el primer viaje en bicicleta transcontinental el 4 de agosto de 1884.
Harper's Magazine informó de que: "Más de un tercio de la ruta seguida por el Sr. Stevens tuvo hacerla a pie. Ochenta y tres días y medio de viaje real y una detención de veinte días por clima húmedo, etc.; ciento tres días y medio utilizados para llegar a Boston, la distancia por los caminos carreteros era de aproximadamente 6000 km. Siguió el viejo sendero de California en las llanuras y montañas, asombrando a los indios, y encontrándose con muchas aventuras extrañas."
Thomas Wentworth Higginson, que escuchó a Stevens hablar en el Club Ciclista de Massachusetts, dijo: "Parecía Julio Verne, contando sus propios relatos  maravillosos, o como un Sinbad el Marino contemporáneo. Descubrimos que la invención mecánica moderna, en lugar de ofender al universo, realmente le proporcionó el medio para explorar sus maravillas con más seguridad. En lugar de dar la vuelta al mundo con un rifle, con el propósito de matar algo, o con un montón de folletos, para convertir a alguien, este joven audaz simplemente dio la vuelta al mundo para ver a la gente que estaba en él, y como siempre tenía algo que mostrarles tan interesante como cualquier cosa que pudieran mostrarle, se abrió paso entre todas las naciones".

### Europa
Stevens pasó el invierno en Nueva York y contribuyó con bocetos de su viaje transcontinental a la revista Outing, que lo convirtió en un corresponsal especial y lo envió en el vapor Ciudad de Chicago a Liverpool. Atracó allí 10 días después, el 9 de abril de 1885. Dejó su bicicleta en los almacenes subterráneos del Ferrocarril de Londres y del Noroeste y se trasladó en tren a Londres para organizar su travesía de Europa e investigar las condiciones en Asia. Fue ayudado por un intérprete en la embajada china, que lo desanimó de cruzar la Alta Birmania y China.
Regresó a Liverpool el 30 de abril de 1885 y el 4 de mayo inició formalmente su viaje en la iglesia de Edge Hill, donde varios cientos de personas lo vieron irse. 
Stevens escribió al respecto:
Un pequeño mar de sombreros se agita con entusiasmo en el aire; una oleada de aplausos escapó de 500 gargantas inglesas mientras monté en mi reluciente biciclo; y con la ayuda de unos pocos policías, 25 ciclistas de Liverpool que se han reunido para acompañarme salieron de la multitud, se montan y se sitúan en línea de dos en fondo; y alegremente bajamos Edge-lane y salimos de Liverpool".
Comenzó a llover en unos minutos.
Cabalgó sobre su biciclo, usando un casco militar blanco, a través de Inglaterra, pasando por Berkhamsted, donde había nacido. Advirtió que los caminos en Inglaterra eran mejores que en Estados Unidos. Tomó el ferry de Newhaven a Dieppe para cruzar a Francia y continuó por Alemania, Austria, Hungría (donde recogió a un compañero de ciclismo temporal con quien no compartía ningún idioma), Eslavonia, Serbia, Bulgaria, Rumelia y Turquía.
En Constantinopla descansó entre personas que habían oído hablar de su viaje en Estados Unidos, y que habían preparado radios de repuesto, llantas y otras partes del biciclo, así como una pistola mejor (una Smith & Wesson del calibre 38). Esperó que los informes de bandidaje cesaran, y luego pedaleó a través de Anatolia, Armenia, Kurdistán, Irak e Irán, donde esperó el paso del invierno en Teherán como invitado del Shah.

### Asia

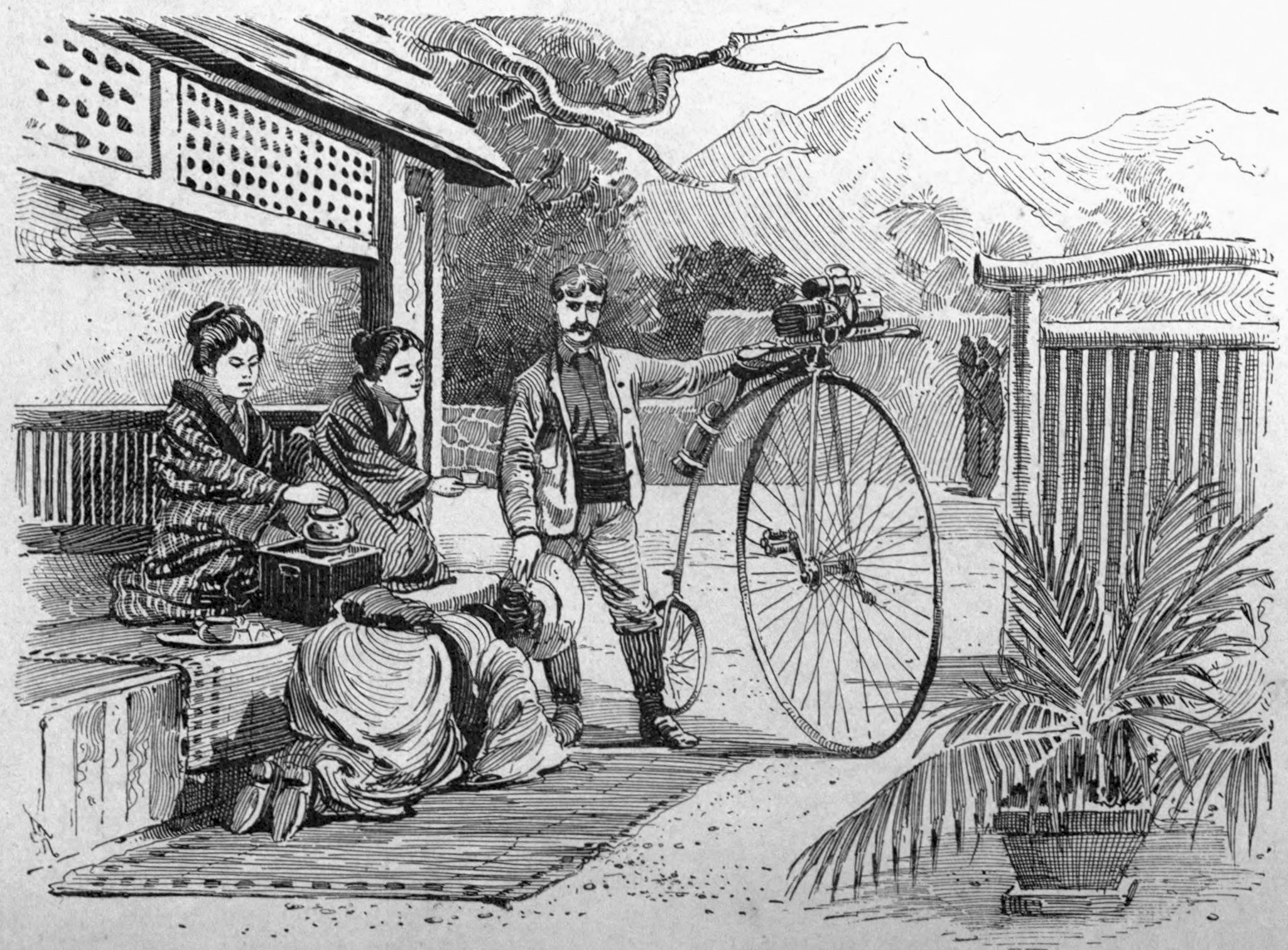
Dibujo que representa a Thomas Stevens en Japón, del libro sobre sus viajes

Después de habérsele sido denegado el permiso para viajar a través de Siberia, partió el 10 de marzo de 1886 a través de Afganistán, donde fue expulsado por las autoridades locales. Tomó un vapor ruso a través del Caspio hacia Bakú; el ferrocarril a Batumi; y un barco de vapor a Constantinopla y a la India. En el Mar Rojo, su conocimiento de las mulas fue útil para el ejército británico. Recorrió la India en bicicleta, señalando que el clima siempre era caluroso y que la Grand Trunk Road era excelente y estaba libre de bandoleros. Gran parte de su descripción de la vida en la India, sin embargo, está más basada en las opiniones de los expertos que en sus propias observaciones. Otro barco de vapor lo trajo desde Calcuta a Hong Kong y el sur de China. Pedaleó hacia el este de China, encontrando grandes dificultades para pedir direcciones en un idioma que no podía pronunciar. Un funcionario chino lo protegió de los alborotadores que estaban enojados por una guerra con los franceses. Desde la costa tomó un barco de vapor a Japón, donde se deleitó con la calma de ese país. La parte en biciclo de su viaje alrededor del mundo terminó el 17 de diciembre de 1886, en Yokohama. Su itinerario acumuló una "DISTANCIA SOBRE EL BICICLO DE UNAS 13.500 MILLAS (27.700 km)". Stevens regresó en barco de vapor a San Francisco, en enero de 1887.
Los viajes de Stevens a través de Japón fueron reportados en el periódico Jijishinpou. Por el camino, Stevens envió una serie de cartas a Harper's Magazine detallando sus experiencias y luego recopiló esas experiencias en un libro de dos volúmenes y 1000 páginas, "La vuelta al mundo en bicicleta", disponible en una edición en rústica y que forma parte del proyecto de la biblioteca digital. El precio de un ejemplar original se ha puesto entre los 300 y los 400 dólares (años 2000).
La Compañía Pope conservó la bicicleta de Stevens hasta la Segunda Guerra Mundial, cuando fue donada a una recogida de metales para contribuir al esfuerzo de guerra.

## La búsqueda de Stanley
El "Mundo de Nueva York" le pidió a Thomas en 1888 que se uniera a su búsqueda en África Oriental del explorador Henry Morton Stanley. Stanley había viajado por el Congo, pero había pasado un año y medio sin enviar noticias de su paradero. Stevens lo llamó "una gran oportunidad, la única oportunidad, de una vida, para llegar a la fama en el escenario de la exploración africana. ¿Cómo se vería en las librerías I Found Stanley junto a I Found Livingstone?"
Stevens salió de Nueva York en barco el 5 de enero de 1889. Sus instrucciones, dijo, fueron:
Ir a Zanzíbar e investigar el estado de las cosas allí. Háganos saber la verdad sobre los problemas entre los alemanes y los árabes. Vea lo que se ve de la trata de esclavos. Averigüe todo lo que pueda sobre Stanley y Emin Pasha y, si es necesario o aconsejable, organice una expedición y penetre en el interior para recibir noticias confiables de la expedición de rescate de Emin Pasha. No ahorre ningún gasto por llevar a cabo el objetivo principal de la empresa, pero al mismo tiempo, no dispendie el dinero imprudentemente.
Stevens dirigió una expedición de seis meses, escribiendo para el periódico acerca de escalar el Kilimanjaro y sobre la caza mayor. Encontró el campamento de Stanley en una carrera con su rival del New York Herald y escribió su libro, Scouting for Stanley in East Africa (Buscando a Stanley en el África Oriental).
A fines de febrero de 1890, estaba nuevamente en Nueva York. Me había pasado catorce meses fuera. No había "encontrado a Stanley", como Stanley había encontrado a Livingstone en 1871; las circunstancias eran completamente diferentes. Sin embargo, había gratificado una ambición periodística comprensible al ser el primer corresponsal en llegar a él y darle noticias del mundo, después de su largo período de oscuridad africana. Que lo había hecho en las condiciones más difíciles, el Sr. Stanley lo apreció plenamente; y cálidamente me devolvió cada cortesía en lo que pudo, en la marcha hacia la costa, en Zanzíbar y en Egipto.
Stevens posteriormente informó desde Rusia, navegó por los ríos de Europa e investigó los presuntos milagros de los ascetas indios. Sus conclusiones de que "las historias de los viajeros, desde Marco Polo hasta el último testigo de los milagros indios ... son bastante ciertas" fueron recibidas con escepticismo y su carrera decayó. Una gira planeada en Londres con sus fotografías de la India fracasó.

## Regreso a Inglaterra
Stevens regresó a Inglaterra alrededor de 1895 y se casó con Frances Barnes (nacida Nation), madre viuda de las actrices Irene y Violet Vanbrugh. Se convirtió en gerente del Teatro Garrick de Londres. Murió en Londres en 1935 de cáncer de vejiga a los 80 años de edad, y fue enterrado en el cementerio de St. Marylebone de East Finchley, Londres.

## Publicaciones
- Wild Pea-Fowls in British India (Guisantes silvestres en la India británica), St. Nicholas Magazine, septiembre de 1888
- Some Asiatic Dogs (Algunos perros asiáticos), St. Nicholas Magazine, febrero de 1890
- Through Russia on a Mustang (A través de Rusia en un mustang), Cassell Publishing Company, Nueva York, 1891